# Episodi di Falling Water (seconda stagione)
La seconda stagione della serie televisiva Falling Water, è stata trasmessa in prima visione negli Stati Uniti d'America su USA Network dal 6 gennaio al 10 marzo 2018.
In Italia, la stagione è stata interamente pubblicata a giugno 2018 su Amazon Video.
| n° | Titolo originale                  | Titolo italiano             | Prima TV USA     | Pubblicazione Italia |
| -- | --------------------------------- | --------------------------- | ---------------- | -------------------- |
| 1  | Shadowman                         | L'uomo ombra                | 6 gennaio 2018   | giugno 2018          |
| 2  | Watchers                          | Osservatori                 | 13 gennaio 2018  | giugno 2018          |
| 3  | Safehouse                         | Rifugio                     | 20 gennaio 2018  | giugno 2018          |
| 4  | Dröm                              | Dröm                        | 27 gennaio 2018  | giugno 2018          |
| 5  | Promotion                         | Promozione                  | 3 febbraio 2018  | giugno 2018          |
| 6  | Mothers, Fathers, Daughters, Sons | Madri, padri, figlie, figli | 10 febbraio 2018 | giugno 2018          |
| 7  | Love Is a Dreamer                 | L'amore è un sognatore      | 17 febbraio 2018 | giugno 2018          |
| 8  | Nothing Personal                  | Niente di personale         | 24 febbraio 2018 | giugno 2018          |
| 9  | Risk Assessment                   | La valutazione del rischio  | 3 marzo 2018     | giugno 2018          |
| 10 | The Art of the Deal               | L'arte del gioco            | 10 marzo 2018    | giugno 2018          |